# Pierre Roux-Freissineng
Pierre Roux-Freissineng, né le 27 mai 1863 à Marseille (Bouches-du-Rhône) où il est mort le 20 décembre 1952, est un avocat et homme politique français.

## Biographie
Après ses études de droit, il devient avocat au barreau de Marseille, et y prononce notamment le discours de rentrée en décembre 1886. Mais il est attiré par l'Algérie et s'y établit comme magistrat en 1891, puis de nouveau comme avocat en 1897, devenant bâtonnier du barreau d'Oran en 1909.
Également engagé en politique, il entre au conseil municipal d'Oran en 1909, et, en 1919, est élu député sur la liste d'Union républicaine. Systématiquement réélu jusqu'en 1934, au scrutin de liste puis au scrutin uninominal, il siège au sein du groupe de la Gauche radicale, issu de la mouvance des Radicaux indépendants, traditionnellement bien implantée en Algérie.
En 1933, le sénateur Saurin, lui aussi radical indépendant, décède. Pierre Roux-Freissineng se présente à sa succession et est élu. Au Sénat, il rejoint logiquement le groupe de l'Union démocratique et radicale. Il est remplacé, à la Chambre des députés, par le fils du sénateur décédé, Paul Saurin, qui rejoindra lui aussi la Gauche radicale. Il se fait, au Sénat, l'avocat de la présence française en Algérie et dénonce les militants socialistes locaux qui prétendent « rendre aux indigènes les terres que les Français leur ont volé », incitant selon lui les musulmans à la révolte.
Il n'appartient cependant pas à l'aile la plus extrémiste de la droite coloniale. Ainsi, opposé lors d'un débat parlementaire au célèbre député-maire « anti-juif » d'Oran, le docteur Molle, il va jusqu'à gifler en pleine séance le leader des Unions latines. Moderniste, il mène pendant des années une intense campagne de presse en faveur de la création d'un vaste réseau de chemin de fer transsaharien.
Le 10 juillet 1940, il ne prend pas part au vote sur la remise des pleins pouvoirs au maréchal Pétain mais ne retrouve pas de mandat parlementaire sous la Quatrième République.
Il décède dans sa ville natale en 1952.

## Sources
- « Pierre Roux-Freissineng », dans le Dictionnaire des parlementaires français (1889-1940), sous la direction de Jean Jolly, PUF, 1960 [détail de l’édition]
- Alfred Salinas, Oran la joyeuse, mémoires franco-andalouses d'une ville d'Algérie, Paris, L'Harmattan, 2004.